# Sophia Duleep Singh

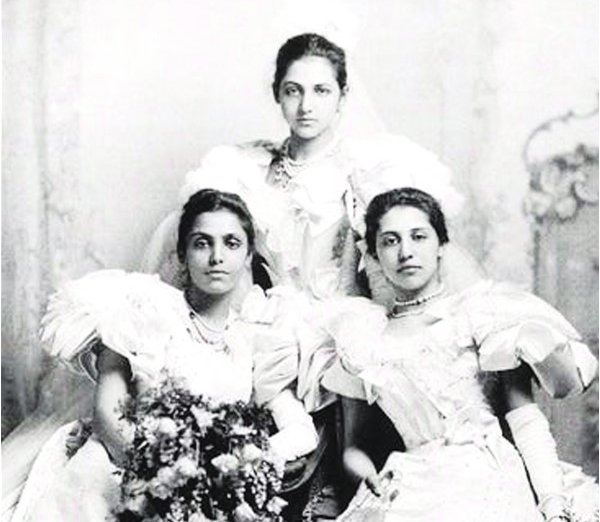
Sophia Duleep Singh (rechts) met haar zusters Bamba (midden) en Catherine (links)

Sophia Alexandrovna Duleep Singh (Belgravia (Londen), 8 augustus 1876 - Chepping Wycombe, 22 augustus 1948) was een Brits suffragette. Als dochter van de laatste maharadja van het Sikhrijk in de Punjab had zij de titel prinses. Zij was geboren en opgegroeid in Groot-Brittannië en had van jongs af aan toegang tot de hoogste maatschappelijke kringen.
Reizen naar India in 1903 en 1907 lieten haar kennismaken met sociale misstanden en ongelijkheid. Zij sloot zich in Groot-Brittannië aan bij de suffragette-beweging en werd een prominente figuur in de strijd om het vrouwenkiesrecht. Haar weigering om belasting te betalen zolang ze als vrouw geen stemrecht had zorgde voor veel publiciteit. Zij zette zich ook in voor verbetering van de leefomstandigheden van Indiase zeelieden en steunde de strijd voor het vrouwenkiesrecht in India.

## Jeugd en opvoeding
Sophia Duleep Singh was het op een na jongste kind en de jongste dochter van maharadja Duleep (ook wel Dalip) Singh en zijn eerste vrouw Bamba Müller. Haar vader was de laatste maharadja van het Sikhrijk; hij had als kind zijn troon verloren toen de Britten de Punjab annexeerden. Haar grootvader was de legendarische heerser Ranjit Singh, bijgenaamd de Leeuw van de Punjab. Haar moeder was de buitenechtelijke dochter van een Duitse bankier en een Ethiopische vrouw.
Haar vader was op zijn 15e naar Engeland gekomen en kreeg de rest van zijn leven van de Britse regering geen toestemming om terug te keren naar India. Hij was oorspronkelijk een Sikh, maar had zich al voor zijn komst naar Engeland bekeerd tot het christendom. Hij was jarenlang een favoriet van koningin Victoria die grote sympathie koesterde voor alles wat met India te maken had, en goed bevriend met haar oudste zoon, de latere Edward VII. Koningin Victoria was ook Sophia's peettante.
De Britse overheid gaf de maharadja een zeer riant inkomen als compensatie voor de overdracht van zijn rijk; hij leefde in grote luxe. De opvoeding van Sophia Duleep Singh was vergelijkbaar met die van kinderen uit de Engelse aristocratie. Haar vader maakte door zijn grootse stijl van leven echter schulden en zijn relatie met de regering en met koningin Victoria verslechterde met de jaren. In 1886 deed hij een poging om met zijn gezin naar India te reizen, ondanks het feit dat dit hem was verboden; de Britse regering wist hen in Aden tegen te houden. Sophia keerde met haar moeder, broers en zusters terug naar Engeland. Haar moeder stierf een jaar later. Haar vader had zich na de mislukte tocht naar India in Frankrijk gevestigd; hij stierf in 1893 in armoedige omstandigheden in Parijs.
De Britse overheid kende Sophia Duleep Singh na de dood van haar vader een legaat van 23.000 Britse pond toe; dat was in die tijd een aanzienlijk vermogen. Koningin Victoria besloot dat de dochters uit het gezin Duleep SIngh de titel prinses konden voeren. Zij zouden echter in de hiërarchie van het Britse hof, anders dan Europese prinsessen, ná hertoginnen komen; dit werd door Sophia en haar zusters als een belediging ervaren. Ook gaf de koningin de prinsessen Duleep Singh het recht om levenslang kosteloos in een appartement op het terrein van Hampton Court Palace te wonen.
Eenmaal volwassen en economisch zelfstandig werd Sophia Duleep Singh een bekende verschijning in de Londense society. Ze kleedde zich volgens de laatste mode, bezocht feesten en haalde de pers door als een van de eerste vrouwen te gaan fietsen. Ze won in hondenshows prijzen met door haar gefokte rashonden (eerst barzois, later dwergkeeshonden) en was een enthousiast amateurfotografe.

## Bezoeken aan India
De Britse regering had het maharadja Duleep Singh en zijn familie verboden om India te bezoeken; men was bang dat een bezoek van de nakomelingen van de Leeuw van de Punjab tot onrust zou leiden. Na de dood van de maharadja verminderde de aandacht van de Britse autoriteiten voor het doen en laten van de familie. Sophia Duleep Singh slaagde erin om in 1902 met haar zusters Bamba en Catherine naar India te reizen om de Delhi Durbar bij te wonen. Zij reisden vermoedelijk onder schuilnamen om geen aandacht te trekken.
Anders dan de prinsessen in Engeland gewend waren werden ze in India door de Britse hogere klassen bewust genegeerd en buitengesloten, ook door mensen met wie ze in Engeland als sociale gelijken waren omgegaan. De plaatselijke bevolking verwelkomde hen echter enthousiast, vooral toen ze doorreisden naar de Punjab, en Singh probeerde tijdens het bezoek zoveel mogelijk te leren over het Sikhrijk. In augustus 1903 keerde ze terug naar Engeland, waar ze zich ging inzetten voor verbetering van de Londense leefomstandigheden van lascars, Indiase zeelieden. Tijdens een tweede bezoek aan India in 1906-1907 maakte Singh kennis met de Indiase vrijheidsstrijders Gopal Krishna Gokhale en Lala Lajpat Rai. Dit bezoek was een keerpunt in haar leven; ze werd geconfronteerd met de sociale ongelijkheid in India en begon zich te realiseren wat haar familie had verloren door zich over te geven aan de Britse regering. Ze sympathiseerde met de onafhankelijkheidsbeweging en werd kritischer over het Britse koloniale systeem.

## Suffragettebeweging

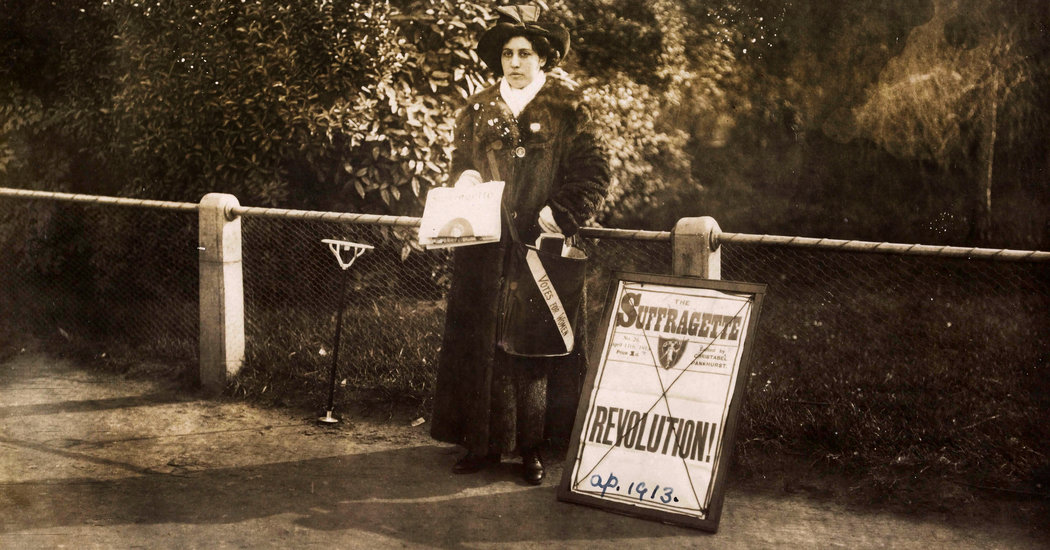
Sophia Duleep Singh verkoopt het tijdschrift van de suffragettebeweging (1913)

Terug in Engeland werd Singh in 1909 lid van de Women's Social and Political Union en de Women's Tax Resistance League. Zij was actief betrokken bij campagnes voor vrouwenkiesrecht door de suffragettes, zette zich in voor fondsenwerving, leidde bijeenkomsten en gaf toespraken. Zij was met o.a. Emmeline Pankhurst en Elizabeth Garrett Anderson een van de leiders van een delegatie die op 18 november 1910 een petitie aan het parlement wilden aanbieden. De politie trad zo hardhandig op dat verschillende suffragettes ernstig gewond raakten; de gebeurtenis is als 'Zwarte Vrijdag' de geschiedenis ingegaan. Singh was een van de tientallen vrouwen die die dag werden gearresteerd; de overheid besloot echter in geen enkel geval tot vervolging over te gaan om nog meer negatieve publiciteit te voorkomen. Zij zou in de volgende jaren nog twee keer door de politie worden opgepakt maar nooit voor de rechter hoeven te verschijnen.
Als zelfstandig wonende en vermogende vrouw was Singh zelf belastingplichtig. Zij weigerde belasting te betalen zolang er geen kiesrecht voor vrouwen was. Dit leidde er toe dat een aantal keren bezittingen van haar (meestal juwelen) door deurwaarders in beslag werden genomen en geveild. Deze sieraden werden tijdens de veiling door andere suffragettes gekocht en aan Singh teruggegeven. Door deze acties wist ze veel publiciteit te genereren voor het onderwerp vrouwenkiesrecht en voor de Women's Tax Resistance League.
Tot ergernis van koning George V was ze jarenlang een zeer zichtbaar lid van de suffragettebeweging. Ze verkocht regelmatig op de straat bij het paleis Hampton Court (waar ze nog steeds een appartement had) abonnementen op het tijdschrift Suffragette.

## Eerste Wereldoorlog en daarna
Tijdens de Eerste Wereldoorlog zette Singh zich in voor Indiase soldaten en zeelieden in Britse dienst. Later verzorgde ze als Rode Kruis-vrijwilligster in een ziekenhuis in Brighton Indiase soldaten die aan het westfront gewond waren geraakt.
In 1918 kregen vrouwen van dertig jaar en ouder in het Verenigd Koninkrijk kiesrecht; in 1928 werden alle verschillen tussen mannen en vrouwen in het kiesrecht opgeheven en mocht iedere burger ouder dan 21 stemmen. Singh bleef haar leven lang betrokken bij de vrouwenbeweging en was lid van de Suffragette Fellowship; deze organisatie had tot doel om de herinnering aan de suffragettes en de strijd om het vrouwenkiesrecht levend te houden. Ook ondersteunde ze de strijd voor vrouwenkiesrecht in India.
De laatste decennia van haar leven had ze te kampen met depressiviteit en geldproblemen. Zij stierf op op 22 augustus 1948; zij is nooit getrouwd en had geen kinderen. Conform haar wens werd ze volgens Sikh-riten gecremeerd in het crematorium in Golders Green. Haar as werd in India uitgestrooid.

## Nagedachtenis
Een afbeelding van prinses Sophia Duleep Singh verscheen in 2018 ter gelegenheid van honderd jaar vrouwenkiesrecht op een Britse postzegel. Haar naam staat samen met die van andere belangrijke suffragettes op de sokkel van het standbeeld van Millicent Fawcett dat in april 2018 in Parliament Square in Londen werd onthuld.
- Bibsys: 1678691874274
- Bibliothèque nationale de France: cb17065595g (data)
- Gemeinsame Normdatei: 1069167088
- International Standard Name Identifier: 0000 0004 4773 7990
- Library of Congress Control Number: no2015056268
- Système universitaire de documentation: 200879367
- Virtual International Authority File: 315524034
- WorldCat: E39PBJjxtVfKPgYrPQpgbG9bh3